# Fomorians
Els fomorians (Fomoire, Fomorii) eren a la mitologia irlandesa els déus de la Mort, del Mal i de la Nit, aberracions infernals que tenien diverses formes: alguns amb un ull, un peu i una mà; d'altres tenien caps d'animals, en general de cabra, encara que d'altres no, com Elatha, que era ros i formós.

## Característiques
Habitaven en una fosca regió que es trobava més enllà de l'oceà desconegut, i la cornella i el corb anunciaven la seva presència.
Balor, que tenia un ull al front i un altre a la nuca, era el seu rei. Una bellíssima bruixa, que era la missatgera de la mort, els lliurava les ànimes dels morts. Usava una barca de vidre en els seus viatges, i els joves, que seduïts per la seva bellesa, es llançaven contra aquesta, que després servia per traslladar-los al país dels fomorians, on eren esclavitzats.

## Història

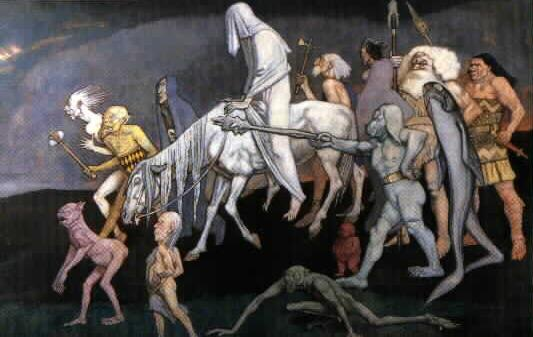
Els fomorians, representats per John Duncan (1912)

Van lluitar contra Partholón i el seu poble, i després de la pesta bubònica que va posar fi a la vida dels descendents de Partholón, que vivien a l'illa d'Irlanda, els fomorians la van repoblar.
Però van tornar a tenir enfrontaments, aquesta vegada amb els nemeds (que van arribar des de les regions dels morts). Nemed va desafiar fins a quatre vegades els fomorians i les quatre batalles les va perdre, acabant també amb la seva vida, el que va fer que els fomorians establissin una hegemonia sobre les terres irlandeses.
En aquesta etapa el poder estava disputat per dos reis: Connan i Morc. Tots dos mantenien una tirania sobre els nemeds, els quals van acabar rebel·lant-se. Liderats per tres caps, van entrar a l'illa i van prendre la torre. Un agressiu Morc va posar fi a les vides dels nemeds, exceptuant 30 d'ells. Es comenta que aquest grup de supervivents va acabar morint al fons dels mars d'Irlanda.
Només van poder ser derrotats pels Tuatha Dé Danann, després d'això van tornar a la seva pàtria.

## Orna
Orna era una espasa màgica propietat de Tethra, rei dels fomorians, que durant la segona Batalla de Mag Tured, va ser trobada per Ogma, un dels Tuatha Dé Danann. Aquesta espasa tenia la capacitat de parlar i relatava les seves gestes quan era desembeinada.